# Allison Ragan
Allison "Alli" Mackenzie Ragan (ur. 16 czerwca 1992) – amerykańska zapaśniczka. Srebrna medalistka mistrzostw świata w 2016 i 2017. Triumfatorka mistrzostw panamerykańskich w 2017. Czwarta w Pucharze Świata w 2013, 2015, 2017 i 2018, a szósta w 2014. Wicemistrzyni uniwersjady w 2013. Trzecia w MŚ juniorów w 2011 i 2012 roku.
Zawodniczka King University w Bristol.